# هنري كاميرون
هنري كاميرون (بالإنجليزية: Henry Cameron)‏ (28 يونيو 1997 في المملكة المتحدة - ) هو لاعب كرة قدم بريطاني في مركز الوسط. شارك مع منتخب نيوزيلندا لكرة القدم. أما مع النوادي، فقد لعب مع نادي بلاكبول.

## مسيرته الكروية
لعب هنري كاميرون خلال مسيرته الاحترافية مع 4 أندية في ثمانية مواسم وسجل خلالها هدفين أثنين ضمن 52 مباراة. ولم يفز بأي موسم بالكأس أو بالدوري.
خاض هنري كاميرون مسيرته مع نادي بلاكبول في موسم 2014–15 واستمر معه طيلة ثلاثة مواسم، مشاركًا في 25 مباراة سجل خلالها هدفًا واحدًا. ثم انتقل إلى تيلفورد يونايتد في موسم 2016–17 لمدة موسم واحد، حيث شارك في 3 مباريات ولم يسجل أي هدف. لينتقل بعدها إلى نادي يميريك في عامي 2017-2019 ولمدة موسمين، مشاركًا في 7 مباريات ولم يسجل أي هدف أيضًا. ثم انتقل إلى نادي تيم ويلينغتون في موسم 2018–19 ولمدة موسمين، مشاركًا في 17 مباراة سجل خلالها هدفًا واحدًا.

## وصلات خارجية
- هنري كاميرون على موقع قاعدة بيانات كرة القدم.إي يو (الإنجليزية)
- هنري كاميرون على موقع ناشيونال فوتبول تيمز (الإنجليزية)
- هنري كاميرون على موقع Soccerbase.com (لاعب) (الإنجليزية)
- هنري كاميرون على موقع Soccerway.com (الإنجليزية)